# Bojtjinovtsi
Bojtjinovtsi (bulgariska: Бойчиновци) är en ort i Bulgarien.   Den ligger i kommunen Obsjtina Bojtjinovtsi och regionen Montana, i den nordvästra delen av landet, 90 km norr om huvudstaden Sofia. Bojtjinovtsi ligger 105 meter över havet och antalet invånare är 2 181.
Terrängen runt Bojtjinovtsi är platt norrut, men söderut är den kuperad. Bojtjinovtsi ligger nere i en dal. Närmaste större samhälle är Montana, 11,1 km sydväst om Bojtjinovtsi.
Trakten runt Bojtjinovtsi består till största delen av jordbruksmark. Runt Bojtjinovtsi är det ganska tätbefolkat, med 67 invånare per kvadratkilometer.